# Hexommulocymus kolosvaryi
Hexommulocymus kolosvaryi Caporiacco, 1955 è un ragno appartenente alla famiglia Thomisidae.
È l'unica specie nota del genere Hexommulocymus.

## Distribuzione
L'unica specie oggi nota di questo genere è stata rinvenuta in Venezuela

## Tassonomia
In una recente pubblicazione del 2014, gli aracnologi Teixeira, Campos & Lise, 2014, affermano di non essere riusciti ad esaminare gli esemplari tipo raccolti da Caporiacco, probabilmente sono irriconoscibili.
Dal 1955 non sono stati esaminati altri esemplari, né sono state descritte sottospecie al 2014.